# Rock You Like a Hurricane
〈Rock You Like a Hurricane〉는 독일의 록 밴드 스콜피언스의 노래로, 그들의 대표곡으로 여겨진다. 이 곡은 그들의 아홉 번째 스튜디오 음반 《Love at First Sting》(1984년)의 리드 싱글로 발매되었다. 클라우스 마이네, 헤르만 레어벨, 루돌프 쉥커가 썼고 디터 더크스가 편곡 겸 프로듀싱을 했다. 〈Rock You Like a Hurricane〉의 가사도 원래 《Love at First Sting》으로 등장한 음반의 제목을 가리킨다.

## 차트 실적
〈Rock You Like a Hurricane〉는 미국 빌보드 핫 100에서 25위에 도달했고, MTV는 이 비디오를 크게 회전시켰다.